# Colaptes atricollis
El carpintero peruano (Colaptes atricollis) es una especie de ave piciforme de la familia Picidae endémica del Perú.

## Distribución
La especie se extiende por la mayor parte de las regiones costeras del Perú.